# Золтан Молнар
Золтан Молнар (мађ. Molnár Zoltán; Будимпешта, 2. новембар 1973) бивши мађарски фудбалер, играо је на три утакмице за олимпијску репрезентацију Мађарске, играо на позицији одбрамбеног играча. Био је члан тима који је учествовао на Олимпијским играма у Атланти 1996. године.

## Каријера

### Клуб
Постао је врхунски фудбалер у будимпештанском Ујпешту, а затим се придружио МТК-у преко БВШК-а. Убрзо је постао стандардни члан прве поставе и са тимом је освојио две титуле шампиона и два Купа Мађарске. Након успеха, пратио је свог тренера Шандора Егерварија у Дунаујварош, где је са новим тимом прославио нову титулу шампиона Мађарске. Године 2002. се враћа у МТК, где поново постаје шампион. Између 2004. и 2006. појачао је Вашаш, а затим је отишао у Пакш, где је одиграо важну улогу у опстанку свог тима у мађарској првој лиги. После тога је заиграо за мађарске друголигаше Солнок и Веспрем. Још увек се рекреативно бави фудбалом у мађарској седмој лиги.

### Репрезентација
Молнар је био члан олимпијске репрезентације мађарске, али никада није успео да заигра сениорској А репрезентацији Мађарске. Са олимпијском репрезентацијом Мађарске је играо на фурбалском турниру Летњих олимпијских игара 1996. године у Атланти. Одиграо је све три утакмице групне фазе.

## Достигнућа

### Клуб
- НБ I шампион:
  - шампион: 1996/97, 1998/99, 1999/00, 2002/03,
  - другопласирани: 1994/95, 1995/96, 2000/01,
- Куп Мађарске: 
  - победник: 2х